# Gare de Mesves - Bulcy
La gare de Mesves - Bulcy, anciennement gare de Mêves, puis gare de Mesves, est une gare ferroviaire française située sur la commune de Mesves-sur-Loire, proche de Bulcy, dans le département de la Nièvre en région Bourgogne-Franche-Comté.
Ouverte en 1864 par la Compagnie des chemins de fer de Paris à Lyon et à la Méditerranée (PLM), cette gare est devenue une halte de la Société nationale des chemins de fer français (SNCF) desservie par des trains express régionaux de Bourgogne-Franche-Comté (TER Bourgogne-Franche-Comté).

## Situation ferroviaire
Établie à 169 mètres d'altitude, la gare de Mesves - Bulcy est située au point kilométrique (PK) 219,891 de la ligne de Moret - Veneux-les-Sablons à Lyon-Perrache, entre les gares de Pouilly-sur-Loire et de La Charité,.

## Histoire

### Gare PLM (1864-1937)
En chantier en 1864, la « gare de Mêves » est mise en service le 17 avril 1864, par la Compagnie des chemins de fer de Paris à Lyon et à la Méditerranée (PLM), trois ans après l'ouverture à l'exploitation des 51 km de la deuxième partie de la première section de sa ligne de Paris à Lyon par le Bourbonnais. Elle ne dispose alors que d'un bâtiment provisoire, le projet de bâtiment définitif étant approuvé seulement à la fin de l'année 1864. Dès l'ouverture de la gare, la voie entre la gare et le bourg centre de la commune, un ancien chemin, montre des limites à la « circulation considérable » que celle-ci a engendrée. En 1874, « le conseil municipal de Mêves (...) demande l'établissement d'un plan général des alignements du bourg, et notamment du chemin de moyenne communication n°56 ». Le préfet a fait réaliser une enquête, puis un plan d'alignement par l'ingénieur en chef. Le Conseil général adopte les conclusions de cette affaire en 1876.
Au début des années 1880, la gare de Mesves est renommée gare de Mesves-Bulcy. Le projet de la création d'une communication entre les voies principales, de la « gare de Mesves-Bulcy », est présenté le 24 avril 1882, avec un montant estimé à 8 500 fr. En 1889, la gare de Mesves est un lieu de sciage et d'embarquement de pierre de taille, provenant des carrières de Lacroix (commune de Narcy), de Buley (commune de Buley) et de Malvaux (commune de Garchy),. En 1908, l'avenue de la gare est incluse dans un projet de classement de chemins vicinaux ordinaires dans le réseau départemental. Longue de 91 mètres, elle est située entre le chemin d'intérêt commun n°25 et la cour de la gare. 

La gare dans les années 1900
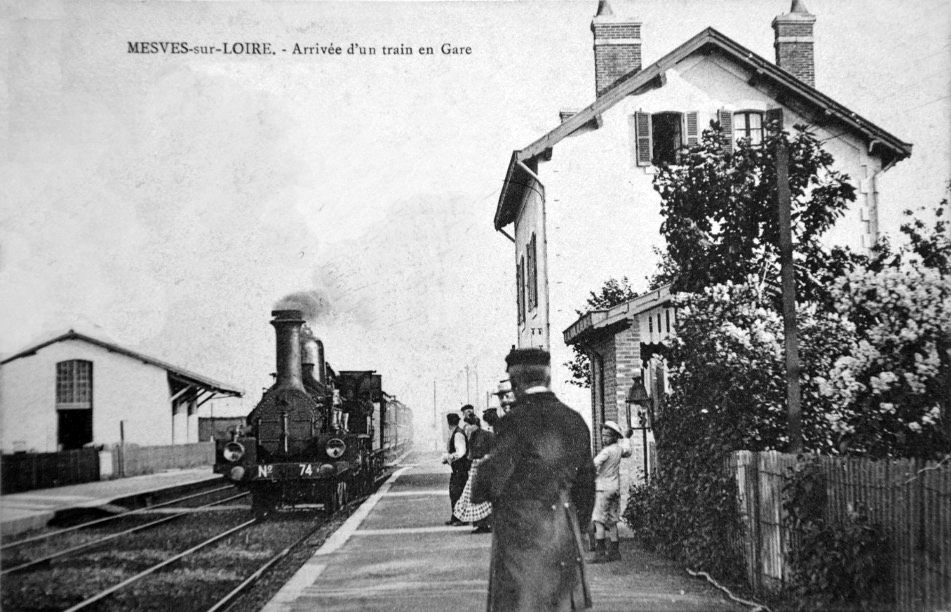
Gare et locomotive PLM N°74.
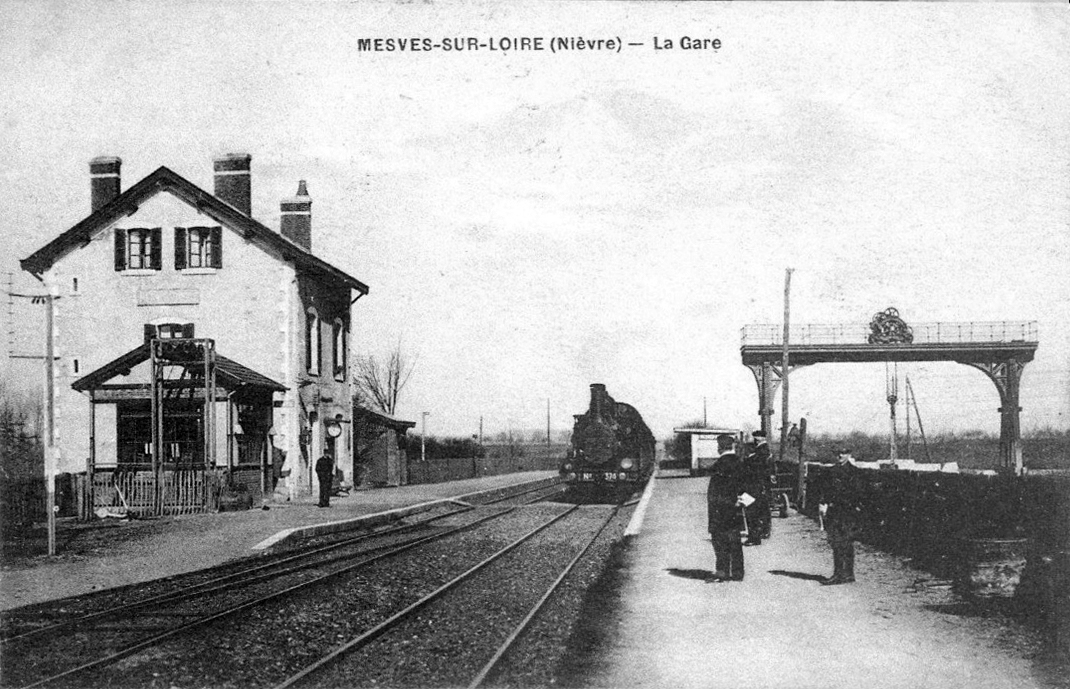
Gare, locomotive PLM N°374 et chantier pierre de taille.

En 1911, la gare, nommée « Mesves - Bulcy », figure dans la « Nomenclature des gares stations et haltes du PLM ». C'est une gare de passage de la ligne de Moret-les-Sablons à Nîmes, située entre la gare de Pouilly-sur-Loire et la gare de La Charité. Elle est ouverte au service complet de la grande vitesse et de la petite vitesse, « à l'exclusion des chevaux chargés dans des wagons-écuries s'ouvrant en bout et des voitures à 4 roues, à deux fonds et à deux banquettes dans l'intérieur, omnibus, diligence, etc. ».
Au début de l'année 1918, lors de la Première Guerre mondiale, la ligne du Bourbonnais et la gare se retrouvent au cœur du dispositif militaire américain. Un hôpital est alors installé sur environ 20 ha de terres agricoles. Il est fermé en 2019 après avoir accueilli plus de 70 000 blessés,,.

Vues de l'hôpital américain
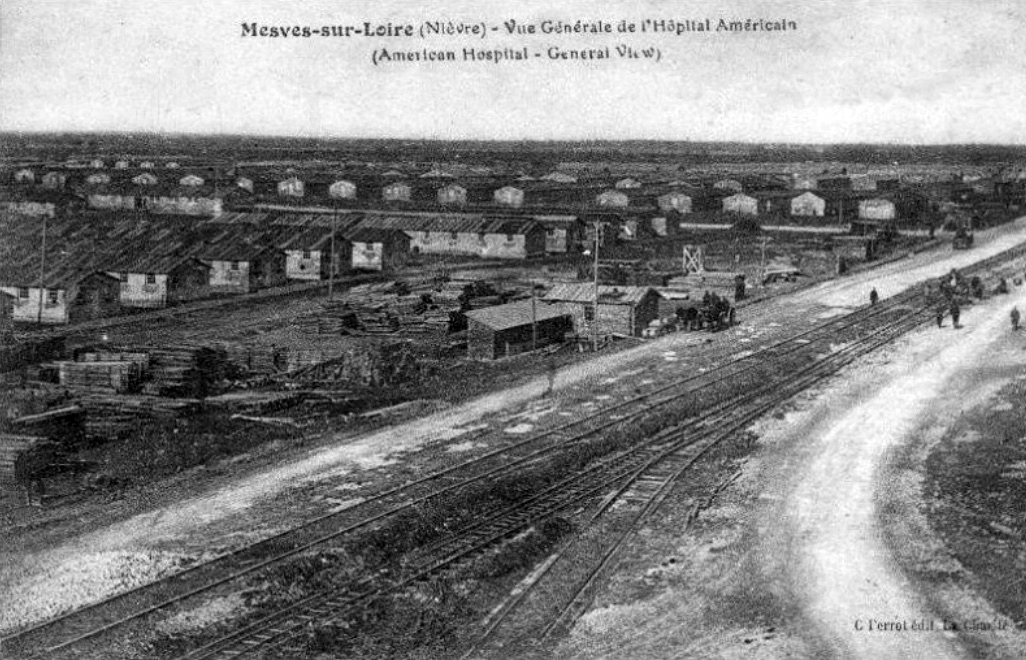
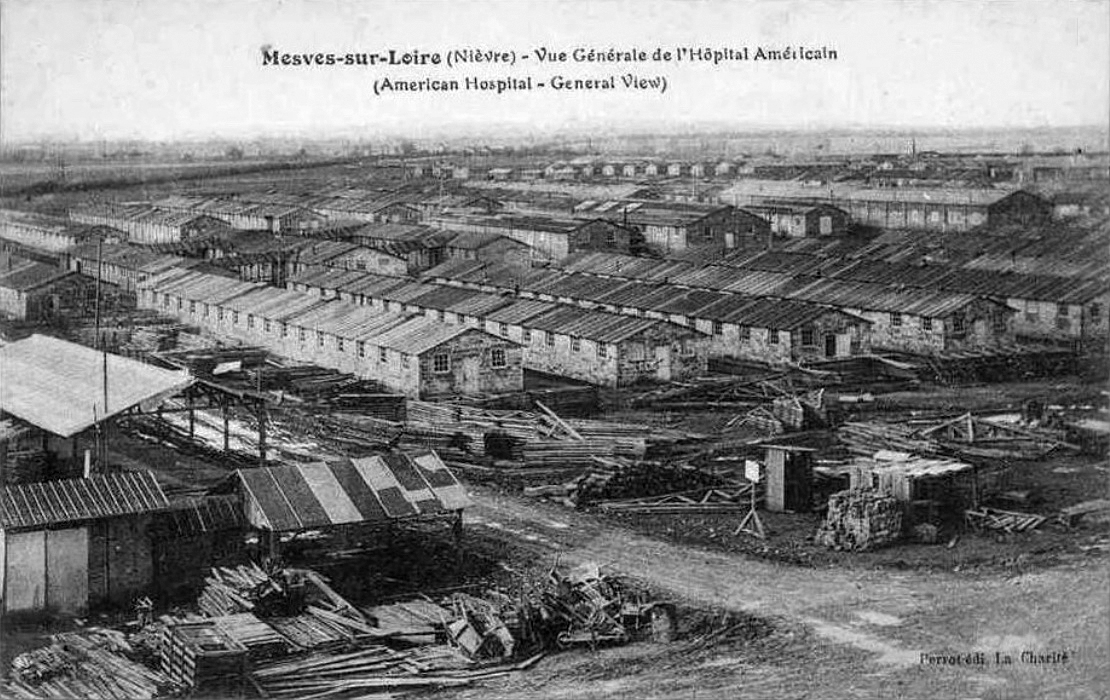
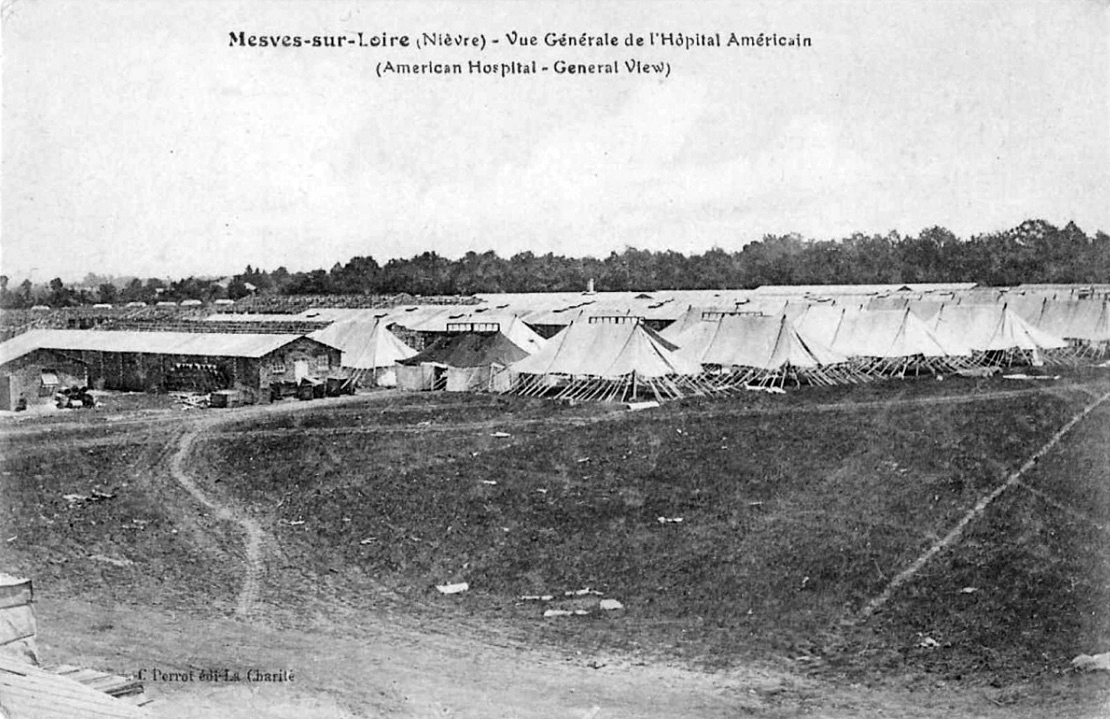

### Gare puis halte SNCF (depuis 1938)
Dans les années 1950/1965, le bâtiment voyageurs et la halle à marchandises sont présents sur le site.
En 1985, cette ancienne gare voyageurs et marchandises est un point d'arrêt non géré (PANG).
Au début des années 2000, les bâtiments de la gare n'existent plus, seuls sont présents les deux quais avec abris.

## Service des voyageurs

### Accueil
Halte SNCF, c'est un point d'arrêt non géré (PANG) équipé de deux quais avec abris. 
Elle ne dispose pas de traversée des voies par le public ; l'accès aux quais s'effectue par la route départementale 125, qui passe sous la ligne. À l'ouest, le quai en direction de Cosne-sur-Loire est accessible par un chemin avec un panneau à l'intersection. À l'est, il existe également un panneau d'indication à l'intersection avec le chemin Derrière la Garenne qui mène au quai en direction de Nevers. Le passage d'un quai à l'autre nécessite de passer sous le pont par la départementale 125. Le parcours sécurisé pour passer d'un quai à l'autre est d'environ 300 mètres.

### Desserte
Mesves - Bulcy est desservie par des trains TER Bourgogne-Franche-Comté circulant  sur la ligne no 08 entre Nevers et Cosne.

### Intermodalité
Le stationnement des véhicules est possible à proximité de chaque quai.